# Jacques Vaillant (Maler)

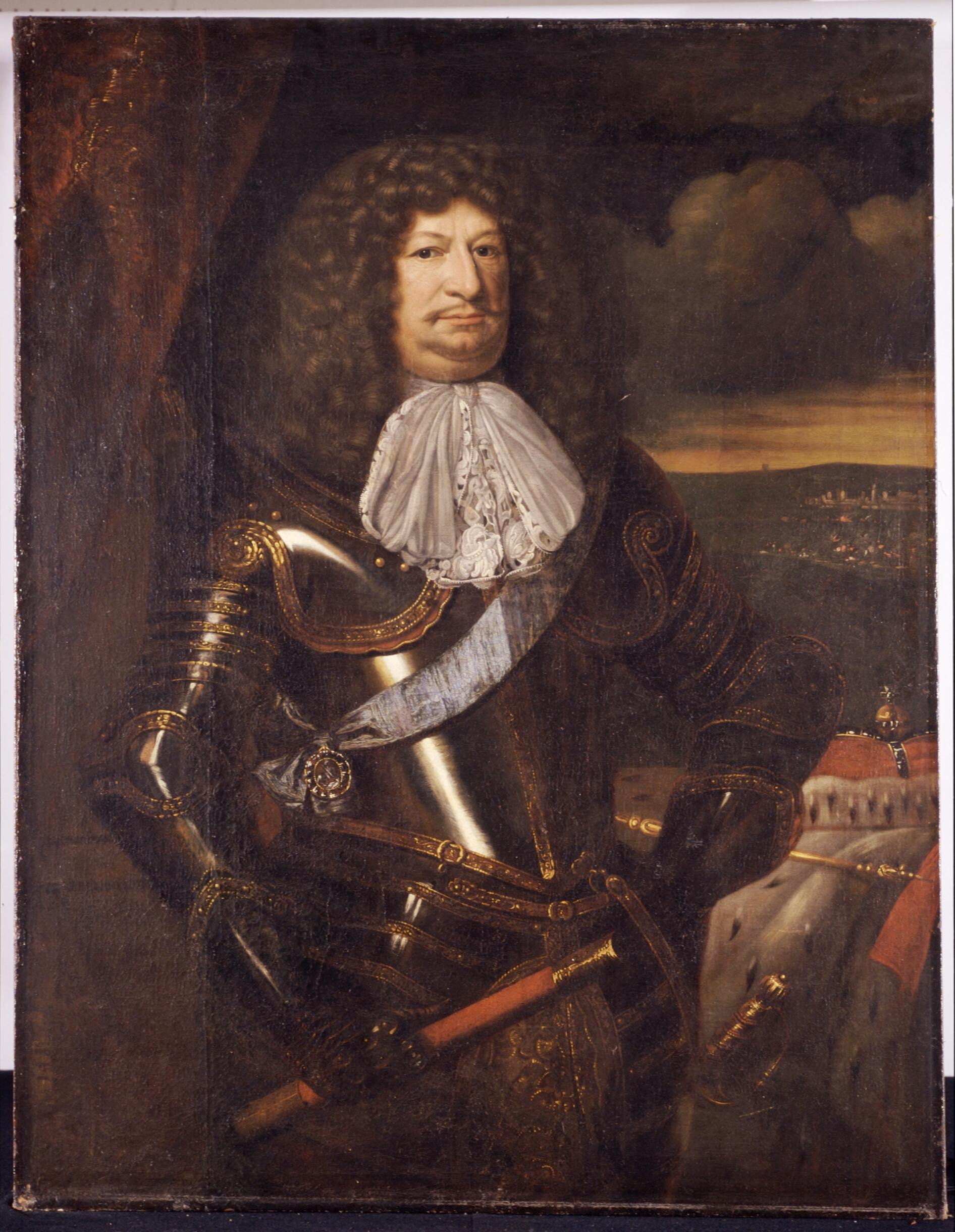
Kurfürst Friedrich Wilhelm von Brandenburg (um 1680)

Jacques Vaillant (* 1643 in Amsterdam, nach anderen Angaben 1625 in Lille; † 1691 in Berlin) war ein niederländischer Maler.
Vaillant lernte das Malen bei seinem Bruder Wallerant Vaillant. 1672 kam er auf Einladung des Kurfürsten Friedrich Wilhelm von Brandenburg nach Berlin.